# 高機動型ザクII
高機動型ザクII（こうきどうがたザク・ツー、ZAKU II HIGH MOBILITY TYPE）は、「ガンダムシリーズ」のうち宇宙世紀を舞台とした作品に登場する架空の兵器。有人操縦式の人型機動兵器「モビルスーツ（MS）」のひとつ。
アニメ『機動戦士ガンダム』に登場するジオン公国軍の量産型MSであるザクIIを宇宙戦用に特化した機体で、背部と脚部に増設された大型の推進器を特徴とする。黒い三連星がドムより以前に搭乗していたとされ、メディアミックス企画『モビルスーツバリエーション（MSV）』ではほかにもジョニー・ライデンやシン・マツナガなど多くのエース・パイロットが乗機としたとされる。

## 設定の経緯
みのり書房刊のムック『ガンダムセンチュリー』（1981年9月）で、ザクのバリエーションの一つとして記載された文字設定が初出である。シャア専用ザク（S型）を上回る機動性をもつ、黒い三連星が使用したエースパイロット専用の機体とされた。"MS-06R" の型式番号で紹介され、この時点では固有名称はなかった。
その後、講談社刊の『SFプラモブック1 機動戦士ガンダム REAL TYPE CATALOGUE』（1982年4月）に大河原邦男によるデザインが掲載された（詳細は後述）。さらにホビージャパン社刊の『HOW TO BUILD GUNDAM 2』に掲載されたストリームベースによる情景模型作例が大反響を呼び、プラモデルを中心としたメディアミックス企画『MSV』でも第1弾（1983年4月）として商品化された。『MSV』では詳細な設定が創作されるとともに、黒い三連星以外にも本機を駆るアニメ本編には登場しないエースパイロットや発展機であるR-2型なども設定され、プラモデルもバリエーション機やスケール違いで（1/144、1/100、1/60、さらに1/30のバブルキャスト（発泡スチロール製）モデルも）多数商品化された。
それまでゲーム内での映像としての登場はあったが、アニメ『機動戦士ガンダム THE ORIGIN』（2015年4月）で初めて映像作品への登場を果たした。ただし、同作品は原作アニメおよび『MSV』などとは一部異なる独自の解釈がなされており、黒い三連星がルウム戦役で本機に搭乗していることなど、それまでの設定とは相違点がある（詳細は後述）。

## デザイン
モデラー集団「ストリームベース」の小田雅弘は、『センチュリー』に記載されたMS-06R（以下R型）をどうにかして立体化させたいと考えていた。1981年秋にストリームベースが『HOW TO BUILD GUNDAM 2』の内容構成を依頼された際には、黒い三連星によるR型の活躍を真っ先に情景案として候補に挙げており、まだ形の定まっていないR型が連邦軍の艦艇を撃沈する企画検討用スケッチも描かれた。
そして、このR型のデザインを大河原邦男に発注が可能となる幸運な境遇に恵まれた。小田のイメージでは、大推力のロケット・エンジンと分かる大型のランドセルと、リック・ドムに引けを取らない強靭で大型のフォルムが必要と考えたが、特徴的なビジュアルをラフスケッチに起こすことができず、大河原には「大ぶりのザク」といった程度のシルエットと文章説明でしか伝えられなかった。また、R型と並行してMS-06G（以下G型、のちの陸戦高機動型ザク）のデザインも発注しており、こちらは小田によって詳細なラフスケッチが大河原のもとに送られた。陸戦型であるがこちらも大柄で、脚部の装甲は装着されず自動車のラジエーターのような凹凸やスリットなどの意匠が盛り込まれていた。
ところが大河原の完成原稿では、R型とG型のイメージがミックスされたデザインになってしまった。原稿ではR型とG型のどちらかであるかは明記されていなかったが、カラーリングは黒い三連星を彷彿させるものであったことから、必然的にこのデザインがR型のものとなった。
R-2型は『MSV』の企画の中で、リック・ドムとの競作エピソードを強調するため、シルエットが似たものになるようイラストレーターの増尾隆幸によって脚部にフレア・アーマーが追加された。

## 設定解説
ザクII F型 (MS-06F) をベースとして、ザクIIの陸戦能力をほぼ完全に廃し、宇宙空間用に特化された高機動型。背部・脚部以外は従来のザクIIとほぼ同じ形状だが、フレームやジェネレーターなどの内部構造は大幅な設計変更が加えられており、事実上別のMSとなっている。
大幅に向上した推力に比例して推進剤の消耗が激しく、稼働時間はS型以上に短くなっている。このため制御が難しい機体となってしまったが、それに見合う性能の高さから熟練のエースパイロットたちからの人気は高く、配備の希望が殺到した。
いくつかのバリエーション・タイプがあり、特にR-2型はザクII F型の後継機種となる次期主力機コンペティションでリック・ドムとその座を賭けて争い、さらにR-3S型は後のゲルググの直系の試作機に位置づけられる。バリエーションにRD-4型も含める見解もあるが、後述のように問題視する見方がある。R型の総生産機数は派生型を含めて78機とするのが定説だが、100機あまりとする説もある。
名称は、R-1、R-1A、R-2、R-3S型はいずれも「高機動型ザク(II)」あるいは単に「ザクII」とされるのが一般的である。RP、R-2P型は当初は型式番号のみであったが、のちにどちらも「試製高機動型ザクII」とする資料がある。
開発経緯は各派生型（バリエーション）の解説に譲る。

## RP型

### 試製高機動型ザクII（RP型）
『MSV』で設定された機体で設定時期はR-1、R-1A、R-2型より後。「高機動型プロトタイプ」などと呼ばれることもある。
R型の開発は一部の優秀な熟練パイロットによる、ザクIIのさらなる高機動化の要請に対応したものとされるが、F2型とは別のラインで、F型を継承する主力機の開発を模索したものとする資料もある。ザクIIの設計・製造をおこなうジオニック社の提言を汲み上げる形で、公国軍が開発を承認している。試作型である本機の開発にはグラナダ工廠の製造ラインにあったF型の後期量産型またはF型の最新ロット。C型説もあり2機が使用されている。
F型からの改修点は背部、腰部、脚部の3点で、背部ランドセルのメイン・スラスターはF型をはるかに上回りほぼ倍に匹敵するとされる推力218tのものを2基搭載、腰部のインテグラル・タンクを大型化、脚部には推力45tのサブ・スラスターが3基ずつ増設されている。さらに後頭部の動力パイプ基部に増設されたアンテナも特徴的である。また、武装として420mmと360mmの2種のロケット砲（バズーカ）の試作品が用意されており、前者は生産性の問題から不採用、後者は装弾数を増やすことで標準兵装として承認されている。
開発は月面のグラナダ基地でおこなわれ、完成した1、2号機はオレンジ・イエロー（ディグロウ・オレンジ）でほぼ全身を塗装され、機体各部にレーザー計測用のシグナル・ポイントが装着されている。エリオット・レム少佐（当時、中佐説または大佐説もあり）が1号機に搭乗して高機動飛行テスト、マニュアルプレート操作時の機体保持テストなど2週間のテストがおこなわれ、極めて良好な結果に終わり、即時に量産化が決定する。
作中での活躍
漫画『機動戦士ガンダムMSV-R 虹霓のシン・マツナガ』では、グラナダ近傍で企画された黒い三連星のザクII S型との模擬戦のためにレム少佐からシン・マツナガ中尉（当時）に2号機が与えられる。しかし起動テストにおけるランバ・ラル大尉のザクIとの模擬戦の際にエンジンが暴走し、エアーズ市付近に不時着する。
三連星との模擬戦には1号機が使用されるが、試作パーツが追加されており、両肩のスパイク・アーマーとシールドが取り外されスラスター・ユニットを装備、胸部と股間部にもスラスターを追加、ランドセルにはザク・フリッパーに似たブームが取り付けられている。頭部アンテナは通常のブレード・アンテナで、塗装はライト・グレーを基調とする。連邦軍によるマス・ドライバー基地への攻撃開始により模擬戦は中断、迎撃のため1号機はメイ・カーウィンによって再調整され、両肩とランドセルはもとの仕様に戻される。のちのマツナガのR-1A型と同様の再塗装を施され、模擬戦のメンバーとともに出撃し、大型レールガン搭載艦「サントメ・プリンシペ」の破壊に成功するが、爆発に巻き込まれシールドと右脚を破損する。
またこの直後、マ・クベ少佐（当時）が自ら提唱する統合整備計画を推進するため、RP型のパイロットを務めたマツナガにR型の開発計画が不利になるような証言をするよう求めるが断られる。結局マ・クベはキシリア・ザビ少将に、R型の計画は限定的に認めても構わないと上申し、統合整備計画と並行して進められることとなる。

## R-1型

### 高機動型ザクII（R-1型）
『MSV』で設定された機体。単に「高機動型ザクII」とされることが多いが、先行量産型とも呼ばれる。
R型として最初の量産タイプ。RP型から生産効率向上のため構造の整理がおこなわれ、外部設置式の伝導ケーブルやサーキットが増加している。また小型スラスターの追加や、腰部インテグラルタンクの胴体部や脚部への分散配置がおこなわれている。さらに推進剤の積載量を確保するため、ザクII F型ベースではなく全面的に再設計されたとも言われる。脚部も外観上はRP型と大きな変化はないが、上記の理由によりまったく新しい構造に変更されたという。
外観的に通常のザクIIと変わらない部分にも若干の変更がみられ、右肩正面下部に2本のインテーク状のスリット、シールド裏側に2つの補強リブ、左肩スパイク・アーマー外縁の補強、肘の円形の張り出し、腰部フロント・アーマーの4つの台形状の張り出しが追加されている。
F型からかなりの設計変更をともなうことから、R-1型の生産ラインが設けられた施設は少なく、メイン・エンジンの動作不良が多発したこともあり、初期生産分として発注された22機の生産にとどまっている。機体は実戦テストも兼ねて、本国防衛本隊などの要塞基地や、パトロール艦隊へ配備されているが、推進剤をすぐに使い切ってしまうパイロットが続出している。これは、一年戦争初期の一週間戦争やルウム戦役で多くの優秀なパイロットを失っていることも原因の一つである。
制式塗装はグリーンで、F型に近いが同機の黒い部分も胴体と同じ濃いグリーンである。ただし、ア・バオア・クー防衛部隊に配備された機体はF型と同一の塗り分けとなっている。
個人用カスタム機
ブレニフ・オグス専用機
『MSV』に登場する制式塗装のR-1型を、書籍『機動戦士ガンダム 戦略戦術大図鑑』においてはブレニフ・オグス中佐の機体であるとしている。ルウム戦役後の数ヶ月間に搭乗している。
制式塗装であるためカスタム機の要素はなかったが、『エース・パイロットログ』で新たにパーソナル・エンブレム（撃墜マーク入りの斧と"Master of Hawk"の文字）が設定され、同時にプレミアムバンダイで予約が開始された『マスターグレード』の本機では左胸に描かれている。
シン・マツナガ専用機
後にver.1とされる『マスターグレード』では、シン・マツナガの機体をR-1型としている。宇宙世紀0079年7月下旬にマツナガが本国に召喚され、大尉に昇進した際に受領し、慣熟飛行をおこなっている。塗装は白とグレーを基調としているが、R-1A型とは塗り分けやマーキングが異なる。
ニムバス・シュターゼン専用機
漫画『ザ・ブルー・ディスティニー』に登場。型式番号や名称は明らかにされないが、右肩や腰部アーマー、脚部タンクにR-1型の特徴が見られる。肩のスパイク・アーマーとシールドは赤で塗られており、ザク・マシンガンとヒート・ホークを携行する。
ニムバス・シュターゼン少佐（当時）が搭乗。自身の退路を確保するためにMS隊全機に前面に出るよう命令する司令官に反発し、損傷した機体を後退させる。激高する司令官のザクIIを撃破したあと残る全機の撤退に成功、上官殺しの件は生存者の嘆願もあり事故として処理されるが、ニムバスは大尉に降格される。なお、この戦闘はまだR型が開発されていないルウム戦役でのこととされている。

### 高機動型ザクII（R-1A型）
一般に「高機動型ザクII（MS-06R）」は本機を指し、『MSV』で詳細な型式番号が設定された。『ギレンの野望』をはじめとする一部ゲームでは「改良型」とも呼ばれる。
推進剤消費量の問題を解決するため、背部と脚部の燃料タンクをカートリッジ式に改修されたのがR-1型との最大の相違点である。特に脚部のものは円筒形に形状変更されている。これにより母艦内での補給が簡便化されたほか、宇宙空間での補給も可能となり、本機を擁する小隊には補給用カートリッジを搭載したザクが随伴することとされている。以上により、作戦行動時間が延長されている。また不調であった推進器類はエリオット・レム中佐が周囲の反対を押し切り、ツィマット社製のものに換装したと言われる。
本機からコックピットに脱出システムが採用されており、緊急時にシートと基部を前方に射出することが可能となっている。基部はある程度の推進機能を持ち、太陽電池や生命維持装置なども搭載されている。搭乗時にはサバイバル・キットとの接続が可能な、専用のノーマルスーツ（M79F MK.III）とヘルメット（M78D MK.VI）の着用が義務付けられている。
運用試験で高成績をおさめ、生産工程の問題点もある程度解消され、いくつかの拠点で生産が可能となる。また各部隊から熟練パイロットを照合し、適正な配備がなされていく。しかし、生産工程の複雑さゆえに、生産ラインや時期によって機体ごとの性能にばらつきが生じている。外装も、R-1型と同型のものとF型から流用した機体がある。
本機は稼働条件が複雑であるものの、極めて高性能であることからエース・パイロットからの評価は高い。しかしながらコストの高騰によりF型のような大量生産にはいたらず、R-1型からの改修機が10機ほどのほか、生産途上のR-1型11機の仕様変更を含めた新規生産は56機にとどまり、計80機程度の生産で終わっている。このため、熟練パイロットの間では「連邦軍の戦艦を沈めるよりも、Rタイプを手に入れるほうが難しい」とまで言われている。後に開発されたMS-09ドムの設計に影響を与えた機体でもある。
『GUNDAM OFFICIALS』では背面画稿が脚部推進剤タンクに差異のないR-1型と同一のものになっている。
個人用カスタム機
黒い三連星専用機
書籍『SFプラモブック1 機動戦士ガンダム REAL TYPE CATALOGUE』が初出。黒い三連星がドムとともに地球に降りる直前まで使用した機体で、ザクII S型からチームカラーとなった黒、紫、グレーの3色で塗り分けられている。右肩のシールドには黄色いパーソナル・エンブレムが描かれているが、これは本来は突撃機動軍章であるものの、黒い三連星のMS以外には使用されていないといわれる。機体番号はガイアが「03」、マッシュが「02」、オルテガが「06」。グラナダ工廠でR-1型の基礎フレームを用いて製造されており、ほかの同型機とは細部の意匠が多少異なる。ガイア機は頭部にブレード・アンテナが装備されることもある。
ムック『HOW TO BUILD GUNDAM 2』に、のちに『MSV』に携わる小田雅弘と川口克己による改造作例が掲載された。武装は1機がザク・バズーカにジャイアント・バズの砲身を付けたもの、ほかは外付けの弾倉を追加したマゼラトップ砲を携行しているが、前者は『マスターグレード』として発売された際に320mm試作バズーカ「LB16K」として設定、立体化された。さらに後部もジャイアント・バズのものに差し替えることで「LB19K」となる。
漫画『機動戦士ガンダム C.D.A. 若き彗星の肖像』では、一年戦争終結後もジオン独立同盟によって3機とも保管されており、サイド3宙域でガイア機（ブレード・アンテナ装備）にシャア・アズナブル大佐、マッシュ機にカムジ准尉、オルテガ機にファビアン・フリシュクネヒト少尉が搭乗して「ホワイトベースII」のMS隊を撃退する。
シン・マツナガ専用機
『MSV』に登場。「ソロモンの白狼」の異名をもつシン・マツナガ大尉の搭乗機でもっとも有名な機体で、パーソナル・カラーである白を基調する。R-1型がベース機とされ、肩、肘、腰部フロント・アーマーにR-1型と同じ意匠が見られるがデザイン時期はこちらが先である。頭部には基本的にブレード・アンテナを装備するが、未装備の画稿も存在する。のちにランドセルのスラスターをヅダの土星エンジンの技術を応用したものに換装したとも言われる。
ソロモン防衛戦の際、主が不在の間に格納庫内で連邦軍のソーラーシステムに焼かれ、消失する。
スマートフォンゲームアプリ『機動戦士ガンダム U.C. ENGAGE』のイベント「ソロモンの悪夢」では、ソロモン防衛戦でドズル出撃後に本国召喚命令を無視して右翼の守備隊と合流するも、ダメージを負って戦線を離脱、ドロワに帰投する。
『マスターグレード』（Ver.2.0）と『ハイグレード・ユニバーサルセンチュリー』ではR-1A型とされるものの、脚部推進剤タンクのデザインはR-1型と同じになっている。これについて前者の説明書では「円筒形のものより大容量のカートリッジタンク」とされ、後者では製造工廠や生産時期の違いに加え、R-1型とする資料の存在や、広報用の代替機説などさまざまな見解が示されている。漫画『MSV-R 虹霓のシン・マツナガ』でも同様に、脚部推進剤タンクはR-1型と同型になっている。
シン・マツナガ専用機（カスタムタイプ）
もともとは『MSV』で上記のマツナガ専用機に両肩ともスパイク・アーマーの時期があったと言われているとする文字設定から始まり、小田雅弘が『ホビージャパン』でそれをもとに製作した作例（「MS-06R-1A改」とされ、塗り分けは上記と異なる）を、『ガンダムエース』連載の「MSVスタンダード」で大河原邦男がイラスト化し、さらに『MSV-R』で彩色画稿化し設定を追加したものである。「カスタムタイプ」の名称はプレミアムバンダイから『マスターグレード』で発売された本機の商品名による。
「MSVスタンダード」での塗り分けは作例を踏襲しつつ腕部にアレンジがなされており、上記の機体同様R-1型の意匠が見られる（作例およびMSV-R版はF型と同じ）。
『MSV-R』では上記の機体とは別の、マツナガ大尉の代替機とされており、適正なパイロットが見つからなかった余剰機を転用している。R-1型からの改修機とされ、脚部推進剤タンクは円筒形。塗り分けは「MSVスタンダード」からさらに変更されており、白のほかにグレーが濃淡2色使われている。足の甲の青は作例を踏襲しており、同じく『MSV-R』で設定された専用のFS型とも共通する。なお、両肩のスパイクに「白狼」の文字が記されている本機は、宣伝写真用に画像が加工されたものであるとする説もある。
漫画『MSV-R 虹霓のシン・マツナガ』では、グラナダ工廠でエリオット・レム少佐（MSV設定では当時は中佐）が各種戦闘記録をもとに調整を加え、性能向上を試していたR-1型がR-1A型に改修され、マツナガ大尉に譲られる。デギン・ザビ公王の直命により、ミネバおよびゼナ・ザビが座乗するグワジン級戦艦をアクシズに送り届ける際に搭乗、武装はロング・バレルのザク・マシンガンやゲルググ用のロケット・ランチャー、ジャイアント・ウォーハンマーや大型ヒート・ホークを使用する。最後は連邦軍艦隊を足止めするために有志ともにとどまり、ラストでは四肢を失い漂流する本機が描かれているが、コックピット・ハッチは開いている。
マサヤ・ナカガワ専用機
『MSV』に登場。ア・バオア・クーEフィールド防空大隊所属のマサヤ・ナカガワ中尉が搭乗する機体。ブレードアンテナが頭頂部に装備されており、右肩のシールドはR-1型と同じだが、右肩ブロックのスリットは塞がれている。茶色を基調としたパーソナルカラーで塗装されており、連邦軍では一時期上半身の写真しか確認されていなかったため、迷彩を施した地上用の機体と誤認されている。
『エース・パイロットログ』ではEフィールド防空大隊のエンブレム（イノシシの図案）が設定され、同時期にプレミアムバンダイで予約が開始された『マスターグレード』の本機では左上腕部に描かれている。
エリック・マンスフィールド専用機
『MSV』に登場。ジオン本国防空本隊所属のエリック・マンスフィールド中佐が搭乗する機体。グレーの低彩度迷彩のパーソナルカラーで塗装されており、ブレードアンテナが側頭部に装備されている。右肩には本国防空隊のグリフォンのエンブレムが描かれている。ア・バオア・クー攻防戦でも確認されており、ギレン・ザビとともに本国から移動したと推測されている。
ロビン・ブラッドジョー専用機
アーケードゲーム『機動戦士ガンダム スピリッツオブジオン』に登場。「修羅の双星」の異名をもつチームの一人であるロビン・ブラッドジョー中尉が搭乗する機体。青とグレーのパーソナルカラーで塗られており、左肩のスパイクはグフのように反ったものが2本、黄色く塗られている。
アナベル・ガトー専用機
『MSV-R』に登場。のちに「ソロモンの悪夢」として連邦軍におそれられるアナベル・ガトー大尉が搭乗する機体。青、緑、白のパーソナルカラーで塗装されている。肘の形状は通常のザクIIと同型で、ブレードアンテナは未装備。実戦ではザク・マシンガンを主兵装としていた。
『機動戦士ガンダム MSV-R 宇宙世紀英雄伝説 虹霓のシン・マツナガ』、夏元雅人による漫画『機動戦士ガンダム 0083 REBELLION』に登場。後者では、機体性能で上回る不死身の第四小隊のジム・カスタム3機を単機で退却に追い込む。
ユーマ・ライトニング専用機
『MSV-R』に登場。のちにキマイラ隊に配属となるユーマ・ライトニング少尉が搭乗する機体で、若手パイロットにR型が配備された一例でもある。水色、白、グレーのパーソナルカラーで塗装された機体は、ロバート・ギリアム専用機とよく誤認されている。
ヴィンセント・グライスナー専用機
ゲーム『機動戦士ガンダム サイドストーリーズ』内のシナリオ『機動戦士ガンダム外伝 ミッシングリンク 』に登場。「マルコシアス」隊の隊長を拝命し宇宙に上がったヴィンセント・グライスナーが搭乗する。ブレード・アンテナは装備されているものの、塗装はザクII F型と同様であり当初はカスタム機の要素はないが、ソロモン攻防戦参加の際に胸部にマルコシアス隊のエンブレムが追加されている。ゲーム内での名称は「高機動型ザクII改良型（VG）」だが、機体にはR-1型の意匠が見られ、脚部推進剤タンクもR-1型と同型である。

#### マイナーバージョン
高機動型ザクII（R-1D型）
『ホビージャパン』の連載企画「MOBILE SUIT in ACTION ジオンの星」に登場する機体（型式番号：MS-06R-1D）。単に「ザク」、または「Rタイプ」と呼ばれる。
背部メイン・スラスターのさらなる性能向上に加え、脚部サブ・スラスターも強化されているため、一般のパイロットによる操縦は極めて困難であったという。全身を黒系に塗装され、改良型のジャイアント・バズを携行する。ア・バオア・クーの防衛ラインに転属となった突撃機動軍第13独立中隊「ドラグゥン13」に配備される。主なパイロットはデグナー・ロメオ。
高機動型ザクII海兵隊仕様
ホビージャパン発行の雑誌「ゲームぎゃざ」に登場する、ゲームオリジナルのMS（型式番号：MS-06R-1M）。
ザク改高機動タイプ
プラモデル（ガンプラ）「マイクロガンダム」として1994年に発売された。
ザクII改の脚部およびバックパックをR-1A型のものに変更した機体で、発売された商品の塗装は黒い三連星専用機のものになっている。また、シン・マツナガ専用機の塗装が施された「ザク改高機動タイプ2」も発売された。

## R-2型

### 試製高機動型ザクII（R-2P型）
『MSV』で設定された機体（設定時期はR-2型より後）。「ビーム兵器搭載型」とも呼ばれる。
次期主力機の各社競合選定用に、R-1A型にジオニック社で開発中であったMS-11（のちのMS-14ゲルググ）用の新型ジェネレーターを搭載した機体。外観上は、のちのR-2型と同型の脚部増加装甲とランドセルの燃料タンクのほか、新型ジェネレーター搭載のため胸部の容積が1.4倍になり、胸部左右が前後に張り出しているため、ランドセルは一部ステーを介して取り付けられている。また胸部側面にはインテークが追加されている。
低出力のビームの発射に成功するものの、ジェネレーター出力や冷却効率に問題があり、本機でのビーム兵器搭載は断念される。なお、本機もテスト・パイロットはエリオット・レム中佐が担当している。
塗装は『MSV』では設定されておらず、のちの書籍・ゲーム・立体物などでそれぞれ異なる解釈がされているが、大別するとRP型を継承したオレンジ系と、ザクII F型のようなグリーン系に分けられる。また試作型ビーム・ライフルも、新規デザインの長銃身のものと、漫画『機動戦士ガンダム外伝 宇宙、閃光の果てに…』でアクト・ザクも使用する、マラサイ用ビーム・ライフルに類似したものがそれぞれ設定された。

### 高機動型ザクII（R-2型）
『MSV』で設定された機体。単に「高機動型ザクII」とされることが多いが、一部ゲームなどでは後期型とも呼ばれる。
1号機はR-2P型をベースに、ジェネレーターはMS-11用を簡略化したものに換装されており、胸部の外観はもとのR-1A型と同様に戻っている。その後製作された2号機以降も、当初はR-1A用のジェネレーターを搭載するが、2週間後には1号機と同型のものに換装される。
メイン・スラスターは推力316tのものを2基、脚部サブ・スラスターはそれぞれ58tが1基、45tが2基と、R-1型と比較してさらなる増強がなされている。またランドセルの燃料タンクの大型化などにより推進剤搭載量が18パーセント増加している。さらに脚部は大腿部を除いてふたたび新規設計されているという。装甲も、材質の変更により軽量化と耐衝撃性の向上を両立、脚部外側は増加装甲が追加されるが、後部の形状は機体によって差異があったとされる。
また、ザクIIのR-1A型まではコックピット・ハッチが左胸にあり、シートに座ると自動的に右胸のコックピットに移動する方式が採られているが、本機ではコンソールをスライド式にすることによって右胸にハッチを設け、直接コックピットへ搭乗可能なダイレクト・イン方式に変更されている。
以上の改修により、F型と比較すればR-1型以上に別物の、新規設計機と言っても差し支えないほどの機体となり、「ザクの皮を被ったゲルググ」と呼ばれることもある。
リック・ドムとの次期主力機のコンペティションでは引き続きエリオット・レム中佐が搭乗し、模擬実戦テストにおいて機動性や、最大戦速における攻撃能力の高さを示す。しかし火器搭載量や生産性などの問題が指摘され、総合性能でリック・ドムに敗れている。稼働条件もR-1A型以上にシビアであったとも言われる。なおコンペティションの際の本機は黒系を基調とするが、左肩のスパイク・アーマーと右肩のシールドは対照的に派手なピンクで塗装されている。
上記の理由により、本機は4機が完成した時点で生産中止となっている。このうち1機は開発チームのもとに残され、ほかはジョニー・ライデン少佐をはじめとするエース・パイロットに配備されている。
この4機の他に、それら以外の本機が登場する作品がある。
ゲームブック『機動戦士ガンダム 最後の赤い彗星』
一年戦争終結前後にシャア・アズナブル大佐が搭乗する。専用機ではないが、機体色は防錆塗料の色のままで、偶然にもパーソナルカラーの赤となっている。ただし存在しないはずの5号機と設定されている。
アーケードゲーム『機動戦士ガンダム スピリッツオブジオン』
「修羅の双星」の異名をもつチームの一人であるカート・ラズウェル中尉の専用機が登場。赤とグレーのパーソナルカラーで塗られており、左肩のスパイクはグフのように反ったものが1本、黄色く塗られている。なお本作は独自設定が多く、架空戦記的内容ともいえる。
漫画『機動戦士ガンダムMSV戦記 ジョニー・ライデン』
宇宙世紀0082年に、Dr.Qと戦う際にジョニー・ライデンとシン・マツナガが搭乗（R-2型とは明言されていないが、脚部形状と、ランドセル上面にはみ出した大型のタンクが共通する）。ライデン機はのちにバックパックウェポンを取り付け、ビームガンを使用する。
個人用カスタム機
ジョニー・ライデン専用機
『MSV』に登場。R-2型を代表する機体で、ジョニー・ライデンが少佐への昇進と同時にア・バオア・クーで受領する。彼はR-1A型を申請していたものの支給に漏れ、しかし幸運にもさらに高性能なR-2型を得ることとなる。パーソナル・カラーであるクリムゾン・レッドと黒を基調に塗装されている。左肩スパイク・アーマーの外縁がR-1型と同様に補強され、さらにスパイクが細長く延長され黄色く塗られているのが特徴。彼が本機に搭乗していた期間は短いが、本機こそが自分の愛機であると周辺に漏らしていたという。
一年戦争後に刊行された戦場写真集で、「赤い彗星のRタイプ」と間違って紹介されたこともあるが、宇宙世紀0079年10月に4度目のオーバーホールを終えた直後の塗装は、濃度は違えどほぼシャア・アズナブルのザクII S型と同じ塗り分けであったとされる。この数日後に彼は本機を降りキマイラ隊に転属となるが、ソロモン攻防戦直後のテキサス・コロニー付近で当初の塗装の本機が撮影されており、当時の連邦軍の作戦担当将校の間ではシャアの「ゲルググ」ではないかと推定されている。しかしシャアがテキサス・コロニーに入港したのはその後であると判明し、ジョニーの機体とされた。ただし当時の彼はキマイラ隊で高機動型ゲルググに乗り換えているはずであり、さらなる物議を醸している。
『MSV』の当時未発表の設定では、ジョニーがキマイラ隊に転属したあとの本機は、彼の部下であった女性パイロット、エマァ・ダイス少尉が受け継いだとされる。
ギャビー・ハザード専用機
『MSV』に登場。ギャビー・ハザード中佐のパーソナルカラーであるブラウンとブラックに塗装されている。
ロバート・ギリアム専用機
『MSV』に登場。ロバート・ギリアム大佐のパーソナルカラーであるスカイ・ブルーとクリーム・イエローに塗装されている。

#### フルバレットザク
漫画『機動戦士ガンダムMSV戦記 ジョニー・ライデン』に登場。MS-14B 高機動型ゲルググに乗り換えた後の、ジョニー・ライデン搭乗のR-2型を改修した機体。
メカニック曰く「真のR-2」。ビーム兵器の使えないザクに多量の実弾系武装を装備することによる、「1発では駄目でも100発の弾丸をもって敵を撃破する」をコンセプトとして開発された。万一ビーム兵器搭載機（ゲルググ）が開発できなかった時のための「プランB」であり、同作においては、R-2型の機動力はプランB実行時に大重量の武装を施してなお機動性を保つためのものでもあるとされている。
武装は、左腕に3連マシンガン、右肩シールド内に2連装の高速破砕砲、右腕に3連ミサイルポッド、胸部に2連バルカン砲、左右腰部にビッグガン、頭部にはブレードアンテナの代わりにヒート兵器であるヒートホークシンボルが設置されている。脚部はR-2型と大差ない。
ア・バオア・クー戦にて乗機の高機動型ゲルググが大破したジョニー・ライデンが搭乗し、同戦場にて連邦のフルアーマーガンダムと交戦、相打ちになり大破している。なお、「フルバレット」という呼称はジョニー・ライデンが敵のフルアーマーに対抗して命名したもので、ジオン公国軍によって正式に与えられた名称ではない。

#### ドズル専用ザク後期型
雑誌「MJ（模型情報）」で連載されたメカニックデザイン企画『F.M.S』に登場したMS（型式番号：MS-06R-2S）。
ドズル・ザビの専用機としてソロモン工廠で開発されていた機体で、この時点で既にMS-06R-3が完成していたとされる。黒のカラーリングにFZ型に近い胴体形状をしている。武装には専用マシンガンを持ち、イラストでは他に腰に付けられた大型ヒートホークの柄や左腕部の機銃、腹部の2連メガ粒子砲などを確認することができる。このメガ粒子砲へエネルギーを供給する、専用のエネルギー・バックアップ用随伴機とともに運用される予定だった。
予想以上の早さで星一号作戦が発動されて地球連邦軍がソロモンに迫ったためにドズルはビグ・ザムを使用し、本機はデータのみがグワジンに回収された。

## R-3型

### ザクIII（R-3型）
『MSV』で文字設定のみ登場（型式番号：MS-06R-3）。宇宙世紀0088年を舞台とする『機動戦士ガンダムΖΖ』に登場するザクIIIとは別機体である。
開発チームに残されたR-2型の1機は、腰を中心に徹底的に改修され、ゲルググの試験機として運用される。関係者の証言によれば、ゲルググ用のパーツを多用したため、ザクとゲルググの中間的な外観であったという。なお、名称と型式番号は制式なものではなく、開発チームが付けた通称である。正式な記録はないとされる一方で、一年戦争終結後は博物館に送られたともいわれる。

### 高機動型ザクII（ゲルググ先行試作型）
メカニックデザイン企画『M-MSV』で設定された（初出は『SD CLUB』第8号）。上記ザクIIIと同一の仕様であるかは明言されていないが、ザクとゲルググの中間的な外観であることは共通し、また本機の型式番号を同じ "MS-06R-3" であるとする資料も少なくない。
連邦のガンダムに対抗できる機動力を得るため、機構試作用にR-2型をもとにゲルググ用の部品を多用し短期間で開発される。ジェネレーター出力の大幅な向上により、試作が間に合ったジオン軍初のビーム・ライフルや、ビーム・サーベルへのエネルギー供給も可能となる（ただし本機にはビーム・サーベルではなくヒート剣が装備されている）。本機で得られたデータをもとに、新規にゲルググが設計される。
カードゲーム『ガンダムウォー』のイラストでは、本体はザクII FZ型、肩部はよりゲルググに近いアレンジがほどこされている。
作中での活躍
『SD CLUB』第14号掲載の小説「モビルスーツコレクション・ノベルズ ACT.7 閃光の源」では、セイ・ウエノ技術大尉のもと、テスト・パイロットのトーマス・マイヤー軍曹によりビーム・ライフルの試射をおこない成功する。直後に連邦軍MS隊と遭遇し、ジム2機を撃破するが、推進系統の不具合により行動不能となり、母艦のムサイ級軽巡洋艦「ホーカム」に回収される。

## その他

### 高機動試作型ザク
OVA『機動戦士ガンダム 第08MS小隊』に登場。
高機動型ザクII（R-2型）と次期主力機コンペティションを争ったMS-09R リック・ドムの、脚部熱核ロケットエンジン開発のための試作機。ドムのリック・ドムへの転用計画が軍主導で行なわれたために、上半身がジオニック社製のザクII、脚部がツィマット社製のドム、という機体になったと言われている。上半身のザクII部分はR型とも、F型ともされる。なお、両肩はザクIと同じ仕様になっている。
なお、本機については、リック・ドムのデータ取りのためのマッチング用の実験機であるため、R型のバリエーションとすることを問題視する見方がある。また、ドムのリック・ドムへの改修計画の時期や、本機の開発経緯についても不明な点が多いとされる。
『機動戦士ガンダム THE ORIGIN』の『『モビルスーツバリエーション(MSV)』的企画である『Mobile Suit Discovery (MSD)』にも登場。従来設定と異なり、推進機関の技術力が高いツィマット社が、独自に宇宙戦用MSを開発する過程で試作されたものとされる。同社がジオニック社からザクIIやグフの委託生産を請け負っていたことから、ザクIIのボディが転用される。脚部に研究中のスラスターが搭載され、宇宙空間でおこなわれた機動試験のデータはドム試作実験機（宇宙仕様）に継承されている。また、この脚部はサイコミュ試験用ザクに流用されている。
劇中での活躍
第1話に登場。アイナ・サハリンがテスト・パイロットを務める。なお、劇中でアイナは本機に関し「ザクの改良型」としか発言していない。宇宙世紀0079年10月6日、ザク・マシンガンとヒート・ホークを装備し、量産型ザクII 3機に護衛されて連邦軍勢力圏内に侵入。ジムとの交戦データの収集をこころみる。連邦軍の初期型ジムの小隊と遭遇、2機を撃破し、テリー・サンダースJr.軍曹の乗機を大破させる。その後、シロー・アマダが搭乗する先行量産型ボールと交戦。相撃ちとなって機体は爆散する。
ゲーム『機動戦士ガンダム ギレンの野望』シリーズでは、本機の開発指示をおこなうことで、リック・ドムの開発・量産化を早期化させることが可能となる。なお、本機を開発せずともリック・ドムの開発・量産化はおこなえる。

#### ドム試作実験機
『Mobile Suit Discovery (MSD)』に登場。下半身は高機動試作型ザクと共通点が多い。両肩アーマーを除く腕部もザクIIと同型。頭部はグフ試作実験機と共通である。
ツィマット社は、ザクIIやグフの委託生産と並行してこれらのデータを転用し、自社でのMS開発に着手する。地上用として軽量化を図った高機動型試作機 (YMS-08A) は開発競争でグフに敗れたため、本機では重装甲化へとシフトするとともに、地上でのMSの機動力不足を解消するため脚部に熱ジェット・エンジンによるホバー推進が採用されている。
当初は地上戦用としてプロトタイプグフ系のコックピットが採用されるが、のちに宇宙仕様が製作された際にはザクIIのものに換装されている。それ以外に大きな変更はなく、サイド3宙域で機動試験のほか、ビーム・バズーカの射撃試験もおこなわれている。地上戦用であるドムが短期間で宇宙仕様のリック・ドムへの転換を実現できたのは、本機のこれら2機種によるものであるという。ほかの武装は、のちのドム・タイプが装備するヒート・サーベル。
高機動型試作機と本機で得られたデータをもとに、ツィマット社はプロトタイプドムの開発に着手する。
作中での活躍
漫画『機動戦士ガンダム THE ORIGIN MSD ククルス・ドアンの島』では、試験終了後メキシコの基地の倉庫に置かれていた本機にY-02小隊のヴァシリー・ボッシュ伍長が搭乗し、ジャブロー攻略戦での降下作戦に参加。サッシャ・キッツ少尉率いるザクII部隊とともに2機のガンダムFSDと死闘を繰り広げるが、敵は命令により撤退する。ザクII用のバズーカ（漫画版『THE ORIGIN』に登場する、弾倉がバナナ型のもの）を携行し、近接戦闘時はヒート・サーベルのほか、ヒート・ホークを二刀流で使用している。

#### ザクII 現地改修型
漫画『機動戦士ガンダム THE ORIGIN MSD ククルス・ドアンの島』に登場。名称は『月刊ガンダムエース』2019年3月号より。
ザク・マインレイヤーの下半身を、機動性向上のためにア・バオア・クーの工廠でドム試作実験機のものに交換した機体とされるが、下半身の形状は高機動試作型ザクと同一である。ア・バオア・クー防衛戦でY-02小隊のヤル・マル伍長が搭乗、アクト・ザク用のブルパップ・ガンを携行する。塗装はザクIIの一般塗装に準じるが、下腿部は濃い緑、股間部は薄い緑となっている。

## 『機動戦士ガンダム THE ORIGIN』における高機動型ザクII
漫画・アニメ『機動戦士ガンダム THE ORIGIN』では、宇宙世紀0079年1月23日（従来の設定では1月15日）のルウム戦役で既に黒い三連星が搭乗するシーンが描かれている。
個人用カスタム機
黒い三連星専用機
アニメ版ではパーソナル・エンブレムが文字通り黒い3つの星が並ぶデザインになり、ランドセルがグレー単色に変更された以外は、ほぼ従来設定と同様の外観である。漫画版では、脚部およびランドセルが強化装甲〈特殊装甲〉に覆われている。主な武装はガイアがMS用バズーカA2型、マッシュがMS用対艦ライフルASR-78、オルテガがジャイアント・ヒート・ホークを使用する。なお、ガイア機はバズーカの予備弾倉を多く携行するため、両肩にシールドを装備している。
ルウム戦役で地球連邦軍の艦隊旗艦であるマゼラン級「アナンケ」を撃沈してレビル将軍を捕虜にし、三連星はジオン十字勲章を授与される。
漫画『THE ORIGIN MSD ククルス・ドアンの島』では、宇宙世紀0078年12月25日にア・バオア・クー宙域で、テスト・パイロットから実戦部隊に転属となった黒い三連星に代わり、開発訓練Y-02小隊によって3機の実働テストがおこなわれている。モノクロでしか確認できないが、まだパーソナル・カラーに塗装されていない。
シャア専用高機動型ザクII
劇場アニメ『機動戦士ガンダム ククルス・ドアンの島』に登場。
ドアン専用ザクに敗れたガンダムに搭乗するアムロが昏倒し、見たそれまでの回想に近いが、展開が異なる夢のひとつであるホワイトベースの大気圏突入時の戦闘でシャア・アズナブルが搭乗している。『THE ORIGIN』版のシャア専用ザクと同様、両胸に30ミリバルカン砲を装備しており、カラーリングやマーキングも踏襲しているがランドセルのみグレー。

## 『機動戦士ガンダム サンダーボルト』における高機動型ザクII

### サイコ・ザク
漫画・OVA『機動戦士ガンダム サンダーボルト』に登場する実験機。赤とオレンジを基調の塗装に、デザインはR-2型だが、R-1(A)型かR-2型のどちらが機体のベースかは明言されていない。
パイロットの神経の電気信号を直接機体に伝達させる「リユース・P（サイコ）・デバイス」（以下 "RPD"）を搭載したハイエンド機であり、制式名称は「リユース・P・デバイス装備 高機動型ザク」（型式番号：MS-06R）。リビング・デッド師団旗艦「ドライド・フィッシュ」を指揮するバロウズ艦長による発案で「サイコ・ザク」と呼称され、同師団所属のダリル・ローレンツが搭乗する。
大型化されたバックパックに装備された武装はマガジン式のザク・バズーカ3基、ジャイアント・バズ1基（hg版では２基付属）、ザク・マシンガン、ヒートホーク、シュツルムファウスト3基に加え、ザク・マシンガンとザク・バズーカのマガジンを4つずつ。超大型のロケットブースターが追加装備されたOVA版ではビーム・バズーカ、ジャイアント・バズ2基、ザク・マシンガン2基、シュツルム・ファウスト3基、ヒートホークに加え、ザク・マシンガンのマガジンを4つ。
この多数の武装と、2基の長大なロケットブースターで継戦能力の延長と攻撃力の増強が図られた。関節部と動力パイプにはシーリング処理を施し、各部に増設したスラスターによって高機動時の運動性が向上している。バックパックに２基搭載されたサブアームで、武器の交換や保持した武器の使用を可能としている。
なお、性能を完全に引き出すには四肢の義肢化が必要であるため、ダリルは物語開始時点で失っていた両足、直前の戦闘で失った左腕以外に無事だった右腕を軍の命令で切断した（これにより、ダリルは曹長から少尉へ二階級特進）。
実験段階では「リユース・P・デバイス実験用高機動型ザクII」）としてフレームのみで運用され、下半身を義足のダリルが、上半身を両肩から義手のショーン・ミタデラが動作試験を担当。この実験機はダリルの訓練期間がほぼ皆無の状態で実戦投入レベルに到達し、実戦配備される。
0079年12月、サンダーボルト宙域において単機でムーア同胞団艦隊に壊滅的な被害を与え、イオ・フレミングの駆るフルアーマー・ガンダムに死闘の末に勝利するも、損傷で爆発・消失。ダリルは「白い悪魔を倒した英雄」と称賛されるが、開発主任のカーラ・ミッチャムの精神障害（幼児退行）によって戦後の公国軍残党でのRPDの開発は頓挫する。

#### サイコ・ザク マークII
漫画『サンダーボルト』に登場（型式番号：MS-06R）。
RPDの実験データをもち出して戦線を離脱していたJ・J・セクストンを保護した南洋同盟のタール火山基地の専用製造工場で生産。レヴァン・フゥ僧正の「力」によって正気に戻された開発者であるカーラが協力する。
地上では実験データをほかのパイロットに応用できず、唯一RPDに同調したダリルしか操縦できなかったサイコ・ザクの関節構造を再検討し、アトラスガンダムを上回る可動範囲をもつようにデザインし直された。
水陸両用MS3機と重力下でのテストを兼ねた模擬戦で装甲がないフレーム状態の試作1号機にダリルが搭乗し、ザクタンクの砲撃にも耐える予想を上回る運動能力を見せ、たった5分で全機戦闘不能させる。完全体32機をシャトルで宇宙に打ち上げる囮部隊にも参加し、カーラによって駆動系を地上の重力下でも耐えられるよう再調整されるが、時間の関係でフレーム状態のままバランス調整をおこなったため装甲は付けられていない。基地から、南洋同盟が宇宙で回収していたビッグガンでペガサス級強襲揚陸艦「スパルタン」の左舷MSデッキと揚陸艇2隻を狙撃（うち1隻を撃沈）するが、敵のレールガンの砲撃によりビッグガンを失う。基地入口で敵MSをヒート・ホーク1本で次々と両断したあと、潜水艦ドックでイオの搭乗するアトラスガンダムと一騎討ちの近接戦闘を繰り広げるが、ヒート・ホークで討ち取る寸前に左肘関節が限界を迎え、アトラスガンダムも間一髪でかわしたために左腕が損壊、形勢逆転となる。しかし、装甲が付けられ、カーラの指示通り調整を終えた完全体の2号機を運んできたザクタンクの砲撃により九死に一生を得、試作1号機は撃破されるもダリルはサイコ・ザク整備班の数名の犠牲を払いながらの補助により2号機に移乗する。直後に基地の外に脱出し、シャトルを狙撃しようとするスパルタンをヒート・ホーク2本のみで撃沈する。
この機体の頭部には、ビグ・ザムに搭乗するカーラの遠隔操作によって高電圧を流してパイロットの脳を破壊した後、遠隔操作に変更する機能が組み込まれている。ダリル機は後述のパーフェクト・ガンダムに改装する際に本来の頭部を外していたためダリルは無事だった。
ゲーム『機動戦士ガンダム バトルオペレーション2』ではラケーテン・バズ、MMP-78マシンガンと付属のグレネード、クラッカーを装備して登場している。

#### パーフェクト・ガンダム
漫画『サンダーボルト』に登場。サイコ・ザク マークIIの装甲や一部パーツをガンダムのものに換装した。初期のデザイン案（デザイン協力：桜 水樹）では漫画『プラモ狂四郎』のパーフェクトガンダムをアレンジしたものであったが、普通すぎるため装備を盛っていくと『ガンダム・センチネル』風になりオリジナリティーが無くなっていった。作者の太田垣康男が同作品では「素」のガンダムをあまり描いていないことに気付き、シンプルな機体デザインに原点回帰した。
ダリルのサイコ・ザク マークII 2号機は地上用であり、可能な限り最高のスペックで宇宙用装備に換装するため、サンダーボルト宙域でクライバー将軍が入手し、専用の宇宙要塞で再生を進めていたガンダム（一年戦争時にダリルが倒したフルアーマー・ガンダムの素体）の装甲やパーツを流用。これにより装甲強度は200パーセント増加、ランドセルも流用することで推力は150パーセント上昇、脚部スラスターの反応速度も30パーセント向上している。頭部もガンダムのものに換装されるが、胸部と脚部の動力パイプは露出し、肩を除く腕部の装甲は原型機のままになっている。武装はガンダムと同様に頭部バルカン砲2門とランドセルにビーム・サーベル2基。塗装はガンダム（アムロ・レイ搭乗の2号機）と同じ白・青・赤のトリコロールを基調とする。
貨物船に偽装した高速艇に積載され、連邦軍の試作MSとしてルナツーの宇宙港に侵入。圧倒的な機動力で守備隊のMSを蹴散らし、ビーム・ライフルとシールドを奪って多数を撃破する。新型試作MSであるブルGには苦戦を強いられるが、作戦目標であり連邦軍に接収されていた公国軍MA ブラウ・ブロを発見し前部に合体、強奪して暗礁宙域に逃亡する。